# Paiva Brasil
José Brasil de Paiva (Campos dos Goytacazes, 8 de agosto de 1930 – Rio de Janeiro, 22 de abril de 2022) foi um pintor, artista visual e escultor brasileiro. Filho de Ernestina e Manoel Belmiro de Paiva.
Ainda criança demonstrava seus dotes artísticos ao usar o barro das olarias e estradas rurais, onde morava, para criar as suas próprias esculturas de cavalos e bonecos, os quais usava como seus brinquedos. Seu pai possuía canaviais e ainda mantinha uma cafeteria na cidade de Campos dos Goytacazes, onde também funcionava uma barbearia. Admirava as imagens sacras das Igrejas e procurava criar coisas parecidas.
Aos doze anos deixa a cidade de Campos dos Goytacazes, no interior do estado do Rio de Janeiro. Muda-se para a cidade do Rio de Janeiro, então capital federal do Brasil, indo residir primeiro no bairro de Vila Isabel e, posteriormente, no do Leme. Nesta cidade estuda Desenho no antigo Liceu de Artes e Ofícios; Paiva Brasil ainda teria aulas no Museu de Arte Moderna do Rio de Janeiro, com os artistas Santa Rosa e Sanson Flexor, onde rompeu com a tradição acadêmica do Liceu.
Como artista participou do III Salão Nacional de Arte Moderna, que ficaria conhecido como "Salão Preto e Branco". Paiva Brasil ainda faria parte de cerca de 45 exposições de artes visuais, entre individuais e coletivas.
Paiva Brasil foi funcionário público, empregado como assistente de desenhista, e, nesta condição, foi o organizador do Salão de Natureza Morta do SAPS, do Serviço de Alimentação da Previdência Social, onde participaram artistas como Volpi, Aldo Bonadei, Djanira, Manabu Mabe e Lasar Segall
Já estando no Ministério da Educação, Paiva organizou exposições itinerantes pelo interior do estado do Rio de Janeiro mostrando nelas obras de artistas renomados, tais como Djanira, Inimá de Paiva e Di Cavalcanti. Campos, a cidade natal de Paiva Brasil, receberia uma destas exposições, em 1967.
Como artista, Paiva Brasil buscou empreender-se de forma independente, não se filiando a correntes concretas ou neoconcretas, ou a grupos artísticos; pois o artista achava os grupos pretensiosos. Paiva criou portanto um  caminho paralelo. Com suas próprias concepções buscou, a partir de 1950, uma  linguagem abstrato-geométrica. Fez parte da primeira geração construtiva do país, ao lado de nomes como Ivan Serpa, Rubem Ludolf e Waldemar Cordeiro.
Em 2010, o jornal Folha da Manhã, da sua cidade natal de Campos dos Goytacazes, homenageou Paiva Brasil com o Troféu Folha Seca, troféu este que é destinado aos campistas que se tornaram notórios em suas áreas de atuação. Já em 2019, realizou sua última exposição no Paço Imperial, intitulada como "Percurso"
Paiva Brasil faleceu por complicações decorrentes da Covid-19 no Hospital Casa Rio, no bairro de Botafogo, localizado na Zona Sul da cidade do Rio de Janeiro. Ele era casado com o também artista plástico friburguense Wilson Piran.